# Alberto Terrones
Alberto Terrones (1894-1957) fue un actor argentino con una extensa trayectoria en el cine y el teatro. 

## Carrera artística
Comenzó a trabajar en el espectáculo como actor y cantante en una compañía de sainetes. Intervino en numerosas películas, haciendo en muchos casos papeles de inspectores de policías, abogados, médicos y padres de familia, en general comprensivos y bondadosos. 

## Filmografía
- Mercado de abasto (1955) …Inspector de impuestos
- Misión extravagante (1954) …Don Córdoba
- Barrio gris (1954)
- Una ventana a la vida (1953)
- Misión en Buenos Aires (1952) …Sr. Ríos
- El hermoso Brummel (1951)
- El último payador (1950)
- Mary tuvo la culpa (1950)
- Avivato (1949)
- Al marido hay que seguirlo (1948)
- Don Bildigerno en Pago Milagro (1948)
- Novio, marido y amante (1948)
- La Secta del trébol (1948) …Subcomisario Rojas
- El que recibe las bofetadas (1947) … Luis Briquet
- El retrato (1947)
- Viaje sin regreso (1946)
- Un modelo de París (1946)
- María Celeste (1945)
- El muerto falta a la cita (1944) .... Comisario
- Los dos rivales (1944)
- Su esposa diurna (1944)
- Su mejor alumno (1944)
- La piel de zapa (1943)
- Eclipse de sol (1943)
- Pasión imposible (1943)
- La suerte llama tres veces (1943)
- Los hijos artificiales (1943)
- Mar del Plata ida y vuelta (1942)
- Ceniza al viento (1942)
- Ven... mi corazón te llama (1942) .... Comisario
- El gran secreto (1942)
- Elvira Fernández, vendedora de tienda (1942)
- Una novia en apuros (1942)
- Bruma en el Riachuelo (1942)
- Vidas marcadas (1942)
- La novela de un joven pobre (1942)
- Mamá Gloria (1941)
- Persona honrada se necesita (1941)
- Cuando canta el corazón (1941) … Roncales
- El mejor papá del mundo (1941)
- La quinta calumnia (1941)
- Último refugio (1941)
- Yo hablo...  (1940)
- La carga de los valientes (1940)
- Caprichosa y millonaria (1940)
- Encadenado (1940) .... Don Pietro
- Corazón de turco (1940)
- Sinvergüenza (1940) Luis Castillo
- El grito de la juventud (1939)
- Muchachas que estudian (1939) .... Padre de Isabel
- La vida de Carlos Gardel (1939) .... Martínez
- Retazo (1939)
- La modelo y la estrella (1939) .... Fiorini
- La vida es un tango (1939)
- El gran camarada (1939)
- El viejo doctor (1939)
- Atorrante (La venganza de la tierra) (1939)
- Nativa (1939)
- Madreselva (1938)
- Kilómetro 111 (1938)
- Nace un amor (1938)
- Con las alas rotas (1938) .... Jugador de póquer 1 1
- La rubia del camino (1938) .... Emilio Costa Reina
- El escuadrón azul (1938)
- El gran camarada (1938)